# Miguel Celdrán
Miguel Ángel Celdrán Matute (Badajoz, 4 de marzo de 1940-Ibidem., 28 de enero de 2021) fue un político español del Partido Popular, alcalde de Badajoz (1995-2013). Ingeniero técnico industrial, desarrolló  trabajos como perito tasador. Antes de dedicarse profesionalmente a la política era funcionario, ingeniero técnico del Gabinete de Seguridad e Higiene en el Trabajo. Director y profesor titulado de autoescuelas de conductores. Casado y con tres hijas, cuatro nietas y tres nietos. Fue senador por el Partido Popular (PP) y diputado en la Asamblea de Extremadura por el mismo partido.

## Trayectoria política
Presidente de la Asociación de Antiguos Colegiales del colegio Los Maristas de Badajoz, comenzó a interesarse por la política a principios de los años 1980, cuando ingresó en la extinta Unión de Centro Democrático, donde se integró el Partido Liberal de Joaquín Garrigues Walker. En 1990 se afilió al Partido Popular (PP). Fue portavoz del Grupo Popular en el Ayuntamiento de Badajoz desde 1991. En las elecciones de 1995 fue elegido como alcalde por mayoría absoluta, mayoría que repetiría en 1999, 2003, 2007 y 2011. Senador por la Provincia de Badajoz desde marzo de 2000, cargo que abandonaría al año siguiente retomándolo en 2004 para abandonarlo definitivamente en 2006. En las elecciones de 2007 fue elegido Diputado por Badajoz en la Asamblea de Extremadura, donde forma parte de la Mesa de Edad. Se ha consolidado como el alcalde con mandato de mayor duración de toda la historia de Badajoz.
Vicepresidente de la Ejecutiva Regional del Partido Popular (PP) en Badajoz desde octubre de 2000 y Presidente Provincial del Partido Popular (PP) en Badajoz desde octubre de 2000 hasta 2004. Miembro del Consejo General de la Federación Española de Municipios y Provincias. Su gestión se ha caracterizado por la pugna con la Diputación Provincial y la Junta de Extremadura, instancias dominadas por los socialistas, siendo su mejor acierto sanear la situación económica heredada y ordenar el funcionamiento político y administrativo municipal.

### Obras emblemáticas realizadas
Bajo su mandato se restauró la Puerta de Palmas, entrada tradicional a Badajoz por la zona norte, donde se situaba durante un largo periodo de la época franquista un antiguo fielato de recaudación de tasas y arbitrios por ciertos alimentos que entraban en Badajoz. Hoy en día es uno de los monumentos más visitados y fotografiados de Badajoz. Rehabilitación del baluarte de Santiago y zona de murallas aledañas, incluyendo un aparcamiento subterráneo para una zona de gran tráfico urbano, la atención a vías públicas y jardines, nuevo ferial y Parque de Atracciones de Caya, expansión de IFEBA, nueva planta de tratamiento de aguas blancas de la Luneta y gestión modernizada del Pabellón de Congresos.
Merece especial atención la rehabilitación del Paseo de San Francisco, centro neurálgico de la ciudad y foco insoslayable para su identificación, devolviéndole su aspecto tradicional.

### Actuaciones a favor y en contra del CD Badajoz
Desde que el club centenario de la ciudad comenzara a tener problemas económicos, el alcalde se desmarcó y manifestó siempre su deseo de acabar con el club[cita requerida], fundado en 1905 símbolo y patrimonio de la ciudad de Badajoz. En 2012 se niega a pagar una subvención acordada al equipo, poniendo en suspense el asegurar el pago de los jugadores y en peligro la continuidad del club, que tiene su vista el 19 de junio para entrar en concurso de acreedores. La actitud del alcalde fue calificada por diversas asociaciones de aficionados de vergonzosa. Sin embargo, una gran masa de la población la creyó acertada pues no querían que las deudas acumuladas por una mala gestión anterior tuviera que ser soportada por las arcas municipales, es decir, por los impuestos de los ciudadanos. Al final, el tiempo le dio la razón al alcalde.
Sin embargo, a pesar de las críticas recibidas, fue Miguel Celdrán quien construyó el nuevo campo de fútbol Nuevo Vivero, de gran aforo y factura.

### Declaraciones homófobas
En 2007, declaró que no casaría a dos hombres o a dos mujeres. A las lesbianas, dijo que había que llamarlas "mariconas".
En marzo de 2011 protagonizó unas polémicas declaraciones homofóbicas en la que aseguraba que en Badajoz no hay "palomos cojos y si los hubiese los echarían para fuera", las reacciones no se hicieron esperar y el programa de El Gran Wyoming El Intermedio de la cadena La Sexta, promovió una iniciativa a la que llamaron "Caravana de palomos" en la que homosexuales de toda España irán a Badajoz a manifestarse en contra de las declaraciones de Miguel Celdrán.
El alcalde supo sacarle valor a la situación y se mostró encantado «por los beneficios económicos que aportaría a la ciudad».[cita requerida].

### Dimisión
El 4 de marzo de 2013, coincidiendo con su cumpleaños, anunció en una comparecencia pública su renuncia a la alcaldía tras 18 años, y al acta de concejal. Fue sucedido por el primer teniente de alcalde Francisco Javier Fragoso.

## Cargos Desempeñados
- Concejal en el Ayuntamiento de Badajoz. (1991-2013)
- Portavoz del PP en el Ayuntamiento de Badajoz. (1991-1995)
- Alcalde de Badajoz. (1995-2013)
- Senador por la provincia de Badajoz. (2000)
- Presidente del PP de Badajoz. (2004-2008)
- Senador por la provincia de Badajoz. (2004-2007)
- Diputado por Badajoz en la Asamblea de Extremadura. (2007-2011)